# Liste der Kreisstraßen im Landkreis Kassel
Die Liste der Kreisstraßen im Landkreis Kassel ist eine Auflistung der Kreisstraßen im hessischen Landkreis Kassel.

## Abkürzungen
- K: Kreisstraße
- L: Landesstraße

## Liste
Die Kreisstraßen im Regierungsbezirk Kassel behalten die ihnen zugewiesene Nummer nicht bei einem Wechsel in einen anderen Landkreis oder in eine kreisfreie Stadt. Nicht vorhandene bzw. nicht nachgewiesene Kreisstraßen werden in Kursivdruck gekennzeichnet, ebenso Straßen und Straßenabschnitte, die unabhängig vom Grund (Herabstufung zu einer Gemeindestraße oder Höherstufung) keine Kreisstraßen mehr sind. 
Der Straßenverlauf wird in der Regel von Nord nach Süd und von West nach Ost angegeben.
| Nr.   | Verlauf |
| ----- | --- |
| K 1   | (K 214 im Landkreis Göttingen, Niedersachsen) – Landesgrenze – L 562 in Sandershausen                                               |
| K 2   | L 562 in Sandershausen – Gut Ellenbach                                                                                              |
| K 3   | L 562 in Sandershausen – L 3237 in Heiligenrode                                                                                     |
| K 4   | L 3237 in Heiligenrode – K 5 – K 6                                                                                                  |
| K 5   | K 4 – Niederkaufungen – K 7 – |
| K 6   | L 3237 in Nieste – K 4 – Oberkaufungen – K 7 –                                                                                      |
| K 7   | K 5 in Niederkaufungen – K 7 – Oberkaufungen – K 6 – in Helsa                                                                       |
| K 8   | (K 27 in Kassel) – Kreisgrenze – Ochshausen – K 11 – K 10 – Crumbach – L 3203 in Vollmarshausen                                     |
| K 9   | (K 52 in Kassel) – Kreisgrenze – –                                                                                                  |
| K 10  | K 8 in Ochshausen – L 3203 |
| K 11  | /L 3236 – K 8 in Ochshausen |
| K 14  | L 3460 – Bergshausen |
| K 16  | (K 51 in Kassel) – Kreisgrenze – Dittershausen – Dörnhagen – Kreisgrenze – (K 154 im Schwalm-Eder-Kreis)                            |
| K 17  | (K 2 im Schwalm-Eder-Kreis) – Kreisgrenze – K 18 in Guntershausen                                                                   |
| K 18  | /L 3311 in Rengershausen – K 17 in Guntershausen                                                                                    |
| K 19  | Hoof – |
| K 20  | – Elgershausen – |
| K 22  | L 3218 – Hertingshausen – L 3316 – L 3473 in Kirchbauna                                                                             |
| K 24  | L 3220 – in Martinhagen |
| K 25  | L 3220 in Breitenbach – K 26 – Kreisgrenze – (K 85 im Schwalm-Eder-Kreis)                                                           |
| K 26  | K 25 – Elmshagen |
| K 29  | K 30 in Weimar – |
| K 30  | L 3211 in Obermeiser – Westuffeln – L 3233 – Meimbressen – K 32 – Ehrsten – L 3214 – Fürstenwald – K 49 – Weimar – K 29 – L 3217    |
| K 31  | L 3217 – Heckershausen – Obervellmar – L 3234 – L 3386 in Niedervellmar                                                             |
| K 32  | K 30 in Meimbressen – |
| K 33  | – K 34 in Hohenkirchen |
| K 34  | /L 3217 in Mönchehof – K 35 – Hohenkirchen – K 33 – L 3386                                                                          |
| K 35  | K 34 in Mönchehof – L 3386 in Frommershausen                                                                                        |
| K 37  | L 3386 in Frommershausen – L 3232 in Simmershausen                                                                                  |
| K 38  | L 3386 in Hohenkirchen – L 3232 in Rothwesten                                                                                       |
| K 39  | L 3386 in Hohenkirchen – L 3232 |
| K 40  | L 3232 – Knickhagen – |
| K 41  | L 3232 – Rothwesten – Gut Eichenberg                                                                                                |
| K 42  | Ihringshausen – Kreisgrenze – (K 24 in Kassel)                                                                                      |
| K 46  | in Calden – L 3217 |
| K 47  | in Calden – in Burguffeln |
| K 48  | in Burguffeln – L 3233 in Immenhausen                                                                                               |
| K 49  | Fürstenwald – Fürstenwald Bahnhof                                                                                                   |
| K 50  | – Schachten – in Grebenstein |
| K 51  | L 3233 in Grebenstein – L 3229 in Udenhausen                                                                                        |
| K 52  | in Reinhardshagen – Weser – kein Fährbetrieb – Landesgrenze – (K 221 im Landkreis Göttingen, Niedersachsen)                         |
| K 53  | K 55 – Hombressen – K 54 – L 3229 in Udenhausen                                                                                     |
| K 54  | L 3229 in Carlsdorf – K 53 in Hombressen                                                                                            |
| K 55  | L 763 in Gottsbüren – K 56 – K 58 – K 57 – K 53 –                                                                                   |
| K 56  | K 55 – Sababurg |
| K 57  | K 55 – Beberbeck |
| K 58  | L 763 – K 55 |
| K 59  | Kelze – |
| K 61  | L 3210 in Ersen – L 3080 in Niedermeiser                                                                                            |
| K 62  | (K 24 im Kreis Höxter, Nordrhein-Westfalen) – Landesgrenze – L 3210 in Ersen                                                        |
| K 63  | (K 16 im Kreis Höxter, Nordrhein-Westfalen) – Landesgrenze – L 3210 in Haueda                                                       |
| K 64  | (K 28 im Kreis Höxter, Nordrhein-Westfalen) – Landesgrenze – Landesgrenze kurzzeitig am westlichen Straßenrand – L 3210 in Liebenau |
| K 65  | L 3213 – Friedrichsdorf |
| K 66  | (K 21 im Kreis Höxter, Nordrhein-Westfalen) – Landesgrenze – L 3210 in Lamerden                                                     |
| K 67  | L 3210 in Eberschütz – Sielen – K 68 – L 763 in Trendelburg                                                                         |
| K 68  | K 67 in Sielen – L 3210 |
| K 70  | L 3210 in Hümme – |
| K 71  | (K 44 im Kreis Höxter, Nordrhein-Westfalen) – Landesgrenze – Langenthal – K 72 – in Deisel                                          |
| K 72  | K 71 in Langenthal – K 73 – in Bad Karlshafen                                                                                       |
| K 73  | (K 49 im Kreis Höxter, Nordrhein-Westfalen) – Landesgrenze – K 72                                                                   |
| K 75  | K 76 in Langenthal – L 763 in Gottsbüren                                                                                            |
| K 76  | in Helmarshausen – K 75 – |
| K 77  | (K 31 im Kreis Höxter, Nordrhein-Westfalen) – Landesgrenze – in Bad Karlshafen                                                      |
| K 79  | in Gewissenruh – L 561 in Lippoldsberg                                                                                              |
| K 80  | (K 449 im Landkreis Northeim, Niedersachsen) – Landesgrenze – Vernawahlshausen – L 3392 – L 763                                     |
| K 81  | L 3392 in Vernawahlshausen – Arenborn – K 82 – L 763 in Heisebeck                                                                   |
| K 82  | K 81 in Arenborn – L 763 |
| K 83  | L 763 in Heisebeck – Landesgrenze – (K 451 im Landkreis Northeim, Niedersachsen)                                                    |
| K 84  | (K 11 im Kreis Höxter, Nordrhein-Westfalen) – Landesgrenze – Wettesingen – L 3312 – Oberlistingen – K 85 – L 3080                   |
| K 85  | – K 84 in Oberlistingen |
| K 86  | L 3080 in Oberlistingen – Sieberhausen                                                                                              |
| K 87  | L 3211 in Laar – K 88 – Escheberg – L 3214                                                                                          |
| K 88  | L 3080 – K 87 in Escheberg |
| K 89  | L 3312 in Niederelsungen – L 3214 in Oberelsungen                                                                                   |
| K 90  | (K 11 im Landkreis Waldeck-Frankenberg) – Kreisgrenze – L 3312 in Niederelsungen                                                    |
| K 91  | L 3080 – L 3312 in Breuna |
| K 92  | (K 24 im Landkreis Waldeck-Frankenberg) – Kreisgrenze – K 93 – Viesebeck – in Gasterfeld                                            |
| K 93  | (K 90 im Landkreis Waldeck-Frankenberg) – Kreisgrenze – K 92                                                                        |
| K 94  | L 3214 in Wolfhagen – Elmarshausen – L 3214                                                                                         |
| K 95  | Altenhasungen Bahnhof – L 3312 in Altenhasungen                                                                                     |
| K 96  | L 3214 in Zierenberg – Zierenberg Bahnhof                                                                                           |
| K 97  | L 3214 – Auf dem Dörnberg |
| K 98  | L 3390 – K 99 in Burghasungen |
| K 99  | L 3390 – Burghasungen – K 98 – |
| K 100 | L 3312 in Altenhasungen – Wenigenhasungen – K 101 – in Oelshausen                                                                   |
| K 101 | L 3312 – Wenigenhasungen – K 100 – L 3390                                                                                           |
| K 102 | in Wolfhagen – K 107 – K 104 – Philippinenburg – K 103 – L 3312                                                                     |
| K 103 | Philippinenthal – K 102 in Philippinenburg                                                                                          |
| K 104 | Kreisklinik Wolfhagen – K 102 |
| K 105 | in Wolfhagen – K 106 – Leckringhausen – L 3214 in Ippinghausen                                                                      |
| K 106 | (K 10 im Landkreis Waldeck-Frankenberg) – Kreisgrenze – K 105 – L 3214 in Wolfhagen                                                 |
| K 107 | K 102 in Wolfhagen – Bründersen – L 3215 in Altenstädt                                                                              |
| K 108 | – L 3215 in Altenstädt |
| K 109 | Sand Bahnhof – L 3220 in Sand |
| K 110 | – L 3220 in Sand |
| K 111 | L 3214 – Elben – K 113 – Elbenberg – K 112 – Riede – – Kreisgrenze – (K 82 im Schwalm-Eder-Kreis)                                   |
| K 112 | K 111 – in Merxhausen |
| K 113 | K 111 in Elben – |
| K 114 | L 3214 – Heimarshausen – Kreisgrenze – (K 77 im Schwalm-Eder-Kreis)                                                                 |